# دیودورو دا فونسکا
مانوئل دیودورو دا فونسکا (به پرتغالی: Manuel Deodoro da Fonseca) (زاده ۵ اوت ۱۸۲۷ - درگذشته ۲۳ اوت ۱۸۹۲) نظامی اهل برزیل بود که بعد از رهبری یک کودتای نظامی که به خلع پدروی دوم از سلطنت و اعلام جمهوری در سال ۱۸۸۹ منجر شد، به عنوان نخستین رئیس‌جمهور جمهوری برزیل انتخاب شد.